# Kim Hyung-jun
Kim Hyung Joon hay Gim Hyeong-jun (sinh ngày 3 tháng 8 năm 1987) là một nam ca sĩ Hàn Quốc và là thành viên nhỏ tuổi nhất của nhóm nhạc SS501.

## Đơn ca
- Impossible Goodbye (Sayonara Ga Dekinai) ('Kokoro' 8/2007)
- I Am ('U R Man' 11/2008)
- Hey G (SS501 Solo Collection 2009)
- Girl (Album solo 1st 2011)
- OH!AH! (Album solo 1st 2011)
- Heaven (Album solo 1st 2011)
- Do you other women (Album solo 1st 2011)
- Always Love You (Single 2014)

## Album đơn
- Men From Mars, Woman From Venus Feat Miso (9/4/2009)
- Girls (2011) - đứng đầu bảng xếp hạng Henteo.
- My Girl (2011)
- Kim Hyung Joon Special Edition (2011)
- Escape (2012)